# Alex Vincent
Alexander Vincent LoScialpo (Newark, Nova Jersey, 29 de abril de 1981), mais conhecido como Alex Vincent, é um ator americano que ficou conhecido por fazer o papel de Andy Barclay em Child's Play (1988). Ele reprisou o papel do personagem nos filmes Child's Play 2, Curse of Chucky, Cult of Chucky e na série Chucky

## Filmografia
- 1988 - Child's Play
- 1989 - Wait Until Spring, Bandini
- 1990 - Child's Play 2
- 1990 - Just Like in the Movies
- 1993 - My Family Treasure
- 2008 - Dead Country
- 2008 - The Kentucky Fried Horror Show
- 2011 - On the Ropes
- 2013 - House Guest
- 2013 - Curse of Chucky
- 2017 - Cult of Chucky
- 2021 - Chucky (série de TV)